# Tobias albicans
Tobias albicans är en spindelart som beskrevs av Cândido Firmino de Mello-Leitão 1929. 
Tobias albicans ingår i släktet Tobias och familjen krabbspindlar. Inga underarter finns listade i Catalogue of Life.